# Dysmorfofobi
Dysmorfofobi, mer känt som BDD (av engelska body dysmorphic disorder), kroppslig dysmorfofobisk störning eller inbillade utseendedefekter är en somatoform störning.

## Beskrivning
Störningen innebär att man har en bild av sig själv som inte stämmer, samt att man lider extremt mycket av sitt utseende, i så stor utsträckning att det sociala livet blir lidande. Sjukdomen yttrar sig genom en besatthet för en viss defekt, påhittad eller existerande, på kroppen. Personen är fullt upptagen och besatt av en eller flera delar av sin kropp. Oftast ter sig detta i extrem utseendefixering, och ibland till följd av det social fobi. En av ca 100 utvecklar sjukdomen dysmorfofobi (BDD). Därmed kan man säga att dysmorfofobi (BDD) är en ganska vanlig sjukdom. Syndromet är lika vanligt bland män som hos kvinnor. 
Vanligtvis föranleder syndromet att "ritualer" formas, till exempel att man utför olika skönhetsbehandlingar, tränar onormalt mycket, brukar anabola steroider, gör plastikoperationer etc. Vissa drabbade anser sig "beroende" av just plastikkirurgi. Även övrig kroppsmodifikation, som till exempel tatueringar, är inte ovanligt.
Situationen för dem som lider av störningen och därmed innehar denna föreställning om sig själva blir i de allra flesta fall ohållbar i längden. Den drabbade isolerar sig allt mer, för denne är fullt upptagen med sitt utseende, och alla de ritualer det innebär. Det börjar med att man förskjuter kolleger och andra sekundära människor, på grund av att man känner sig utsatt för deras dömande blickar. Och efter ett tag tilltar känslan av utsatthet, tills man också börjar dra sig undan från de som tillhör den innersta kretsen (familj och nära vänner). 
De som har störningen kan lida så mycket att de inte kan sköta ett normalt liv. Ofta hakar den drabbade upp sig på vissa kroppsdelar, till exempel näsan, och en del undviker att visa sig i vinklar som de är övertygade om att andra ska anse de ser motbjudande ut i, vilket kan leda till ett för utomstående mycket underligt kroppsspråk och beteende.
Det finns alla grader av dysmorfofobi (BDD). De lindrigast drabbade vet om att deras upptagenhet är överdriven. De plågas av sina tankar, men de lyckas hålla ångesten någotsånär i schack. De människorna kan sköta både sitt arbete, sin familj och ha många vänner. När fobin är som värst utarmas hela den drabbades tillvaro. Personen isolerar sig totalt och ägnar all sin tid åt den upplevda defekten. Där kan lidandet till slut bli så allvarligt att självmord känns som enda lösningen.
Dysmorfofobi (BDD) kallas ibland för "inbillad fulhet", vilket är en felaktig benämning av sjukdomen. Denna benämning sätter vikt på att den upplevda defekten är inbillad, vilket i sin tur antyder att störningen anses vara en störning på grund av denna inbillning. I själva verket innebär dysmorfofobi (BDD) förenklat att den drabbade felaktigt riktar sin ångest mot sitt utseende. Utseendet är alltså egentligen ingen faktor i denna sjukdom.[källa behövs]

## Symptom
Vanliga symptom vid dysmorfofobi (BDD) inbegriper:
- Man speglar sig så fort man får möjlighet till det eller undviker att spegla sig helt.
- Man undviker att bli fotograferad alternativt man fotograferar sig själv tvångsmässigt.
- Söker omgivningens försäkringar om att defekten inte är synlig, genom att t.ex. ställa frågor som "hur ser jag ut?" eller "tycker du att jag är ful?".
- Man rör vid sin defekt ofta och pillar och experimenterar för att dölja alternativt ta bort den.
- Försöker gömma den del av utseendet som man är missnöjd med. Ofta genom att sminka sig, använda kläder som täcker delen, dölja med handen, eller undvika vissa sorters ljus och vinklar som man tycker framhäver defekten.
- Utför skönhetsritualer, t.ex. borsta håret ofta, duscha flera gånger per dag, sminka sig osv.
- Socialt undvikande och isolering, social fobi, inte lämna hemmet.
- Undviker situationer där defekten kan upptäckas/ses av andra.
- Känner en viss grad av oro i närheten av andra människor.
- Problem med att inleda och upprätthålla relationer (båda intima relationer och vänskapliga).
- Plastikkirurgi (detta rekommenderas dock ej då patienten mycket sällan känner sig nöjd efter operation, alternativt är personen ifråga nöjd en kort tid innan dennes fixering sprider sig vidare till andra delar av kroppen).
- Upplever att utseendet förändras från gång till gång vid spegling eller under tiden personen speglar sig.
- Svårigheter att koncentrera sig på sådant som ej rör utseendet (t.ex. vid studier eller arbete).
- Alkohol och/eller drogmissbruk (ofta ett försök till självmedicinering).
- Självmordstankar och andra depressiva symptom.

Vad som är genomgående för alla som har dysmorfofobi (BDD) är en stark känsla av att vara ful och sträva mot ett normalt utseende. De drabbade döljer, kontrollerar och försöker rätta till de upplevda defekterna.

## Behandling
Det vetenskapliga stödet för behandling av dysmorfofobi är antingen kognitiv beteendeterapi (KBT), metakognitiv terapi farmakologisk behandling med antidepressiva. Det saknas i dag studier där KBT prövas mot farmakologisk behandling vilket gör att det inte går att svara på frågan om vilken av behandlingarna som är effektivast. Kosmetiska ingrepp såsom plastikkirurgi i syfte att förbättra den upplevda defekten har inget vetenskapligt stöd och missnöjet med den upplevda defekten kvarstår eller flyttar över till en annan del av kroppen. Dysmorfofobi kan sällan botas helt men man kan jobba med alternativa tankar och göra så man blir så symptomfri som möjligt och kan leva ett förhållandevis normalt liv.